# Sicyoptera dilatata
Sicyoptera dilatata är en insektsart som först beskrevs av Johann Christoph Friedrich Klug 1838.  Sicyoptera dilatata ingår i släktet Sicyoptera och familjen Nemopteridae. Inga underarter finns listade i Catalogue of Life.